# Fréquences des canaux de télévision
La classification des fréquences des canaux de télévision fait l'objet d'une normalisation internationale. Depuis les années 1950, la gestion du spectre hertzien relatif à la télévision a fait l'objet d'évolutions et de mises à jour conforme aux spécifications internationales fixées par l'Union internationale des télécommunications. Ces canaux doivent être conformes aux caractéristiques des signaux télédiffusés dans chaque pays ou région du monde, les systèmes ou normes de télédiffusion. L'attribution des canaux et la normalisation des normes marque une étape importante dans l'Histoire des techniques de télévision. Avant d'introduire la télédiffusion analogique en couleur entre les années 1950 et les années 1980 selon les pays, la retransmission d'images en noir et blanc est généralement exploitée, conformément aux normes régionales ou nationales symbolisées par une lettre de l'alphabet, de « A » à « N ».

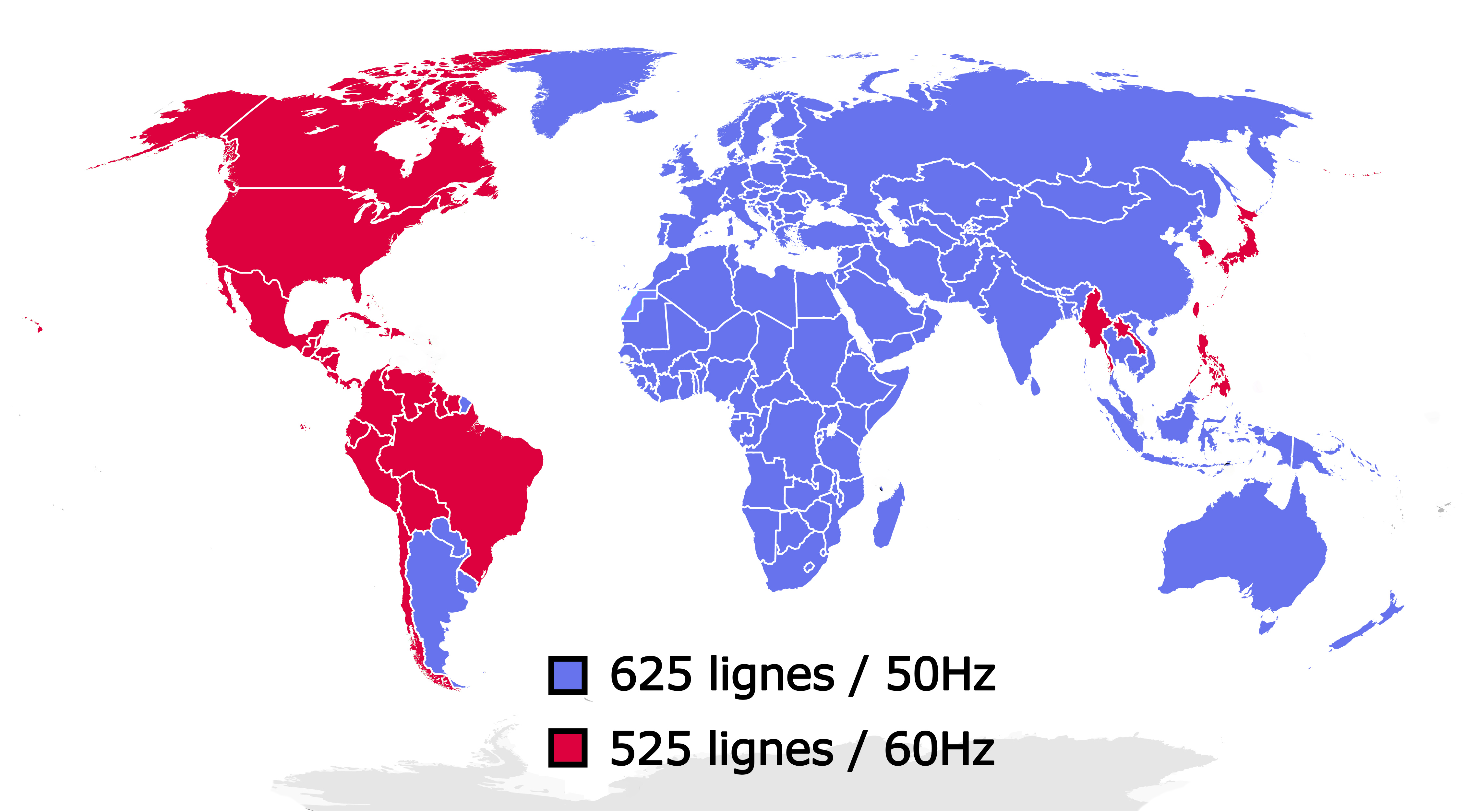
Carte mondiale de répartition par pays, du format de télévision et vidéo analogique, caractérisé par la définition et la fréquence du courant électrique local. À ne pas confondre avec la norme de télédiffusion ou avec le standard couleur NTSC, PAL ou SÉCAM.

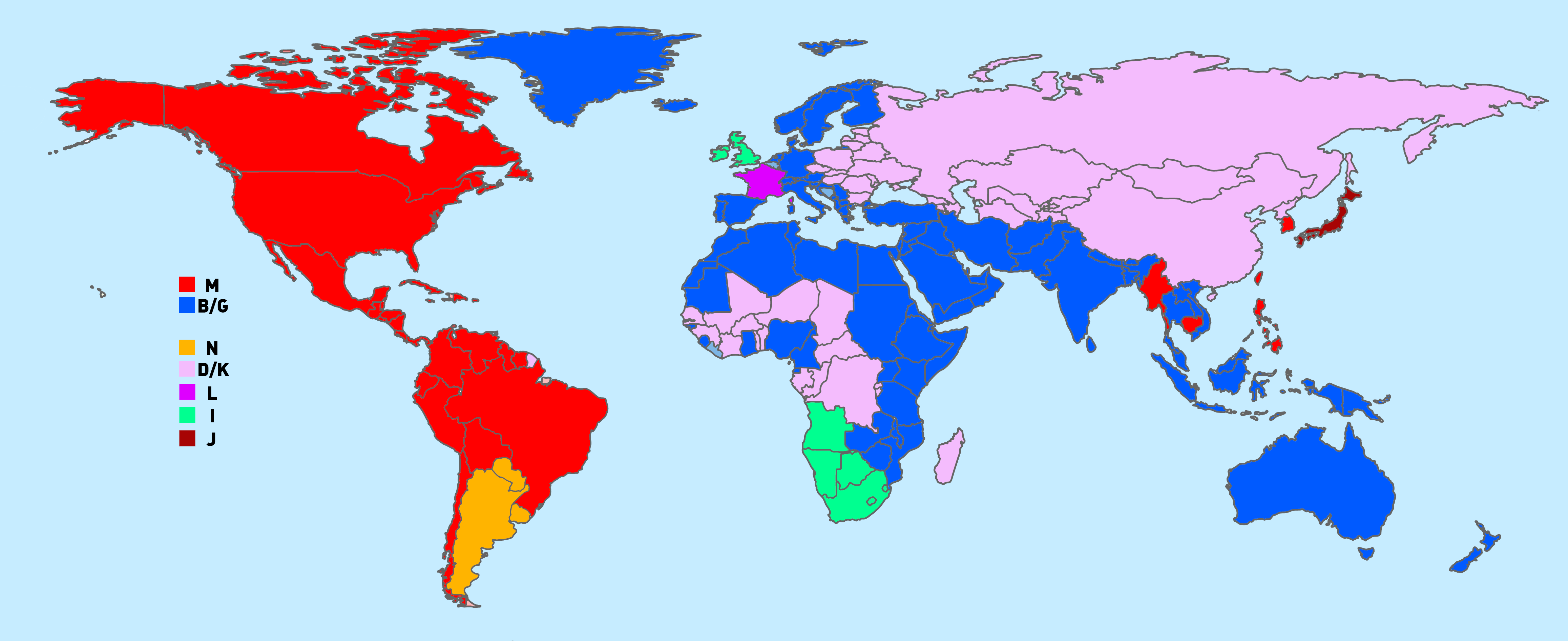
Carte mondiale de répartition par pays, des normes de télédiffusion analogique terrestre, symbolisées par une lettre. À ne pas confondre avec le standard couleur NTSC, PAL ou SÉCAM. Certaines lettres concernent les gammes VHF et d'autres, les bandes UHF.

## Répartition des canaux
Historiquement, la télédiffusion terrestre occupe différents segments du spectre hertzien. Depuis les années 1940, les diffuseurs exploitent tout ou partie des deux ou trois segments des gammes I à III VHF situées entre 35 et 280 MHz puis les deux segments IV et V en bande UHF allant de 350 à 900 MHz. La télédiffusion numérique tend à réduire voire à supprimer certains canaux de télévision antérieurement exploités par l'analogique. On note que certains pays exploitent une partie de la VHF bande II, dévolue globalement à la radiodiffusion en modulation de fréquence ou dite « bande FM », allant de 65 à 108 MHz.
Alors que la télévision analogique est transmise en modulation infradyne dans toute l'Europe, la France et quelques autres pays exploitent la diffusion supradyne, ce qui nécessite une transposition de fréquence pour le démodulateur des téléviseurs analogiques multinormes (B/G, E, F, L/L', systèmes OIRT...).

## BandeVHF
Dans de nombreux pays, la bande VHF est scindée en trois sous-bandes dont la sous-bande centrale, large d’environ 100 MHz, a été réservée pour des transmissions militaires ou de sécurité civile, ou d’autres applications de télédiffusion). Seuls certains pays utilisent la sous-bande centrale pour la télévision dans une bande unique quasi-continue, d’autres n’utilisent que la sous-bande haute (au-delà de 175 MHz).
Pour des raisons historiques (cette bande ayant été la première utilisée pour la télévision mais aussi des transmissions radio longue distance sur des zones de couverture très étendue), la répartition des fréquences utilisée est très variable d’un pays à l’autre, de même que les largeurs de canaux (5, 7 ou 8 MHz), et la position relative des porteuses audio.
Indépendamment des plans de fréquences établis nationalement, certains canaux VHF peuvent être utilisés régionalement pour d’autres applications que la télévision ou rester réservés pour compatibilité avec les besoins de pays voisins, car cette précieuse bande métrique peut couvrir des zones très étendues et permet la réception dans de bonnes conditions dans des zones à plus fort relief ou la réception portable dans les bâtiments ou les postes mobiles avec un nombre peu élevé d’émetteurs.

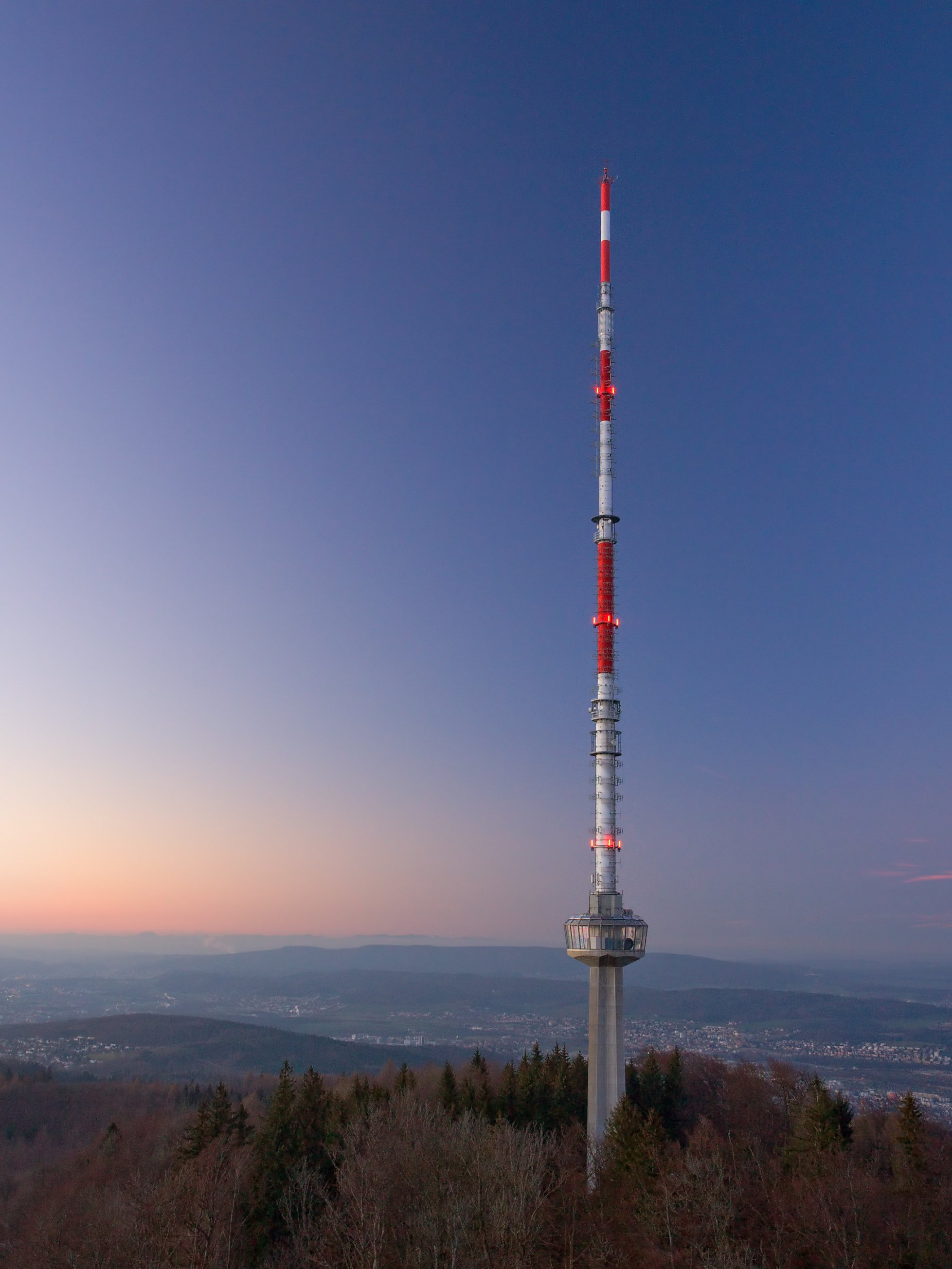
Le site de l’émetteur de télévision d’Uetliberg près de Zurich en Suisse.

### Système A– obsolète(arrêté en 1985)
405 lignes sur deux demi-trames à 50 Hz.
- Signal noir et blanc uniquement, modulation video positive et son AM.

#### Royaume-Uni– obsolète
5 MHz par canal de base, sur deux sous-bandes (sous-bande centrale réservée entre les canaux 5–6) ; intervalle étendu entre les canaux 1–2.
| Canal | Vidéo (MHz) | Audio (MHz) |
| ----- | ----------- | ----------- |
| 1     | 45,00       | 41,50       |
|       |             |             |
| 2     | 51,75       | 48,25       |
| 3     | 56,75       | 53,25       |
| 4     | 61,75       | 58,25       |
| 5     | 66,75       | 63,25       |

| Canal | Vidéo (MHz) | Audio (MHz) |
| ----- | ----------- | ----------- |
|       |             |             |
| 6     | 179,75      | 176,25      |
| 7     | 184,75      | 181,25      |
| 8     | 189,75      | 186,25      |
| 9     | 194,75      | 191,25      |

| Canal | Vidéo (MHz) | Audio (MHz) |
| ----- | ----------- | ----------- |
| 10    | 199,75      | 196,25      |
| 11    | 204,75      | 201,25      |
| 12    | 209,75      | 206,25      |
| 13    | 214,75      | 211,25      |
| 14    | 219,75      | 216,25      |

### Système B
625 lignes sur deux demi-trames à 50 Hz.
- Codage couleur PAL le plus souvent en Europe occidentale (Allemagne, Autriche, Belgique, Danemark, Espagne, Finlande, Pays-Bas, Italie, Norvège, Portugal, Suède, Suisse), au Moyen-Orient (Chypre, Turquie, Israël), en Afrique du Nord (Algérie, Libye, Égypte) ou anglophone (Ghana, etc.), en Asie du Sud (Pakistan, Inde), Asie du Sud-Est (Thaïlande, Malaisie, Indonésie), Océanie (Australie, Nouvelle-Zélande, etc.).

#### Europede l’Ouest continentale(saufFrance)
7 MHz maximum par canal de base ; canaux répartis sur deux sous-bandes (sous-bande centrale réservée entre les canaux 4–5) ; pas de canal 1 (réservé) et le canal 2A, si utilisé, remplace le canal 2 avec un décalage de +0,5 Mhz, mais bloque le canal 3 pour la télévision (ce dernier peut être affecté à une autre application).
| Canal | Vidéo (MHz) | Audio (MHz) |
| ----- | ----------- | ----------- |
| 2     | 48,25       | 53,75       |
| 2A    | 49,75       | 55,25       |
| 3     | 55,25       | 60,75       |
| 4     | 62,25       | 67,75       |
|       |             |             |

| Canal | Vidéo (MHz) | Audio (MHz) |
| ----- | ----------- | ----------- |
| 5     | 175,25      | 180,75      |
| 6     | 182,25      | 187,75      |
| 7     | 189,25      | 194,75      |
| 8     | 196,25      | 201,75      |
| 9     | 203,25      | 208,75      |

| Canal | Vidéo (MHz) | Audio (MHz) |
| ----- | ----------- | ----------- |
| 10    | 210,25      | 215,75      |
| 11    | 217,25      | 222,75      |
| 12    | 224,25      | 229,75      |

#### Italie
8 MHz maximum par canal de base, plus intervalles variables ; canaux répartis sur deux sous-bandes (sous-bande centrale réservée entre les canaux C–D) ; les canaux H–H2 dans la sous-bande haute sont restreints à 7 MHz maximum par canal, mais peuvent être étendus à 8 MHz (pour le transport de services audio ou numériques) si ces canaux ne sont pas adjacents.
| Canal | Vidéo (MHz) | Audio (MHz) |
| ----- | ----------- | ----------- |
| A     | 53,75       | 59,25       |
| B     | 62,25       | 67,75       |
| C     | 82,25       | 87,75       |
|       |             |             |

| Canal | Vidéo (MHz) | Audio (MHz) |
| ----- | ----------- | ----------- |
| D     | 175,25      | 180,75      |
| E     | 183,75      | 189,25      |
| F     | 192,25      | 197,75      |
| G     | 201,25      | 206,75      |

| Canal | Vidéo (MHz) | Audio (MHz) |
| ----- | ----------- | ----------- |
| H     | 210,25      | 215,75      |
| H1    | 217,25      | 222,75      |
| H2    | 224,25      | 229,75      |

#### Australie
7 MHz maximum par canal de base ; canaux répartis dans une bande quasi-continue (mais avec intervalles réservés ou étendus entre les canaux 0–1, 2–3, 5–5A et 5A–6).
| Canal | Vidéo (MHz) | Audio (MHz) |
| ----- | ----------- | ----------- |
| 0     | 46,25       | 51,75       |
|       |             |             |
| 1     | 57,25       | 62,75       |
| 2     | 64,25       | 69,75       |
|       |             |             |
| 3     | 86,25       | 91,75       |

| Canal | Vidéo (MHz) | Audio (MHz) |
| ----- | ----------- | ----------- |
| 4     | 95,25       | 100,75      |
| 5     | 102,25      | 107,75      |
|       |             |             |
| 5A    | 138,25      | 143,75      |
|       |             |             |
| 6     | 175,25      | 180,75      |

| Canal | Vidéo (MHz) | Audio (MHz) |
| ----- | ----------- | ----------- |
| 7     | 182,25      | 187,75      |
| 8     | 189,25      | 194,75      |
| 9     | 196,25      | 201,75      |
| 10    | 209,25      | 214,75      |
| 11    | 216,25      | 221,75      |

#### Nouvelle-Zélande
7 MHz maximum par canal de base ; canaux répartis sur deux sous-bandes (avec intervalle réservé entre les canaux 1–2 en sous-bande basse) ; sous-bande centrale réservée entre les canaux 3–4.
| Canal | Vidéo (MHz) | Audio (MHz) |
| ----- | ----------- | ----------- |
| 1     | 45,25       | 50,75       |
|       |             |             |
| 2     | 55,25       | 60,75       |
| 3     | 62,25       | 67,75       |
|       |             |             |

| Canal | Vidéo (MHz) | Audio (MHz) |
| ----- | ----------- | ----------- |
| 4     | 175,25      | 180,75      |
| 5     | 182,25      | 187,75      |
| 6     | 189,25      | 194,75      |
| 7     | 196,25      | 201,75      |

| Canal | Vidéo (MHz) | Audio (MHz) |
| ----- | ----------- | ----------- |
| 8     | 203,25      | 208,75      |
| 9     | 210,25      | 215,75      |
| 10    | 217,25      | 222,75      |
| 11    | 224,25      | 229,75      |

#### Indonésie
7 MHz maximum par canal de base, canaux dans deux sous-bandes (avec intervalle réservé en sous-bande basse entre les canaux 1A–2) ; sous-bande centrale réservée entre les canaux 3–4.
| Canal | Vidéo (MHz) | Audio (MHz) |
| ----- | ----------- | ----------- |
| 1A    | 44,25       | 49,75       |
|       |             |             |
| 2     | 55,25       | 60,75       |
| 3     | 62,25       | 67,75       |
|       |             |             |

| Canal | Vidéo (MHz) | Audio (MHz) |
| ----- | ----------- | ----------- |
| 4     | 175,25      | 180,75      |
| 5     | 182,25      | 187,75      |
| 6     | 189,25      | 194,75      |
| 7     | 196,25      | 201,75      |

| Canal | Vidéo (MHz) | Audio (MHz) |
| ----- | ----------- | ----------- |
| 8     | 203,25      | 208,75      |
| 9     | 210,25      | 215,75      |
| 10    | 217,25      | 222,75      |
| 11    | 224,25      | 229,75      |

### Système C (obsolète)
La norme C est un ancien système exploité en Belgique, en Italie, aux Pays-Bas et au Luxembourg pour combiner à la fois certaines spécifications des normes E à 819 lignes (abandonnée) puis L et B à 625 Lignes mais uniquement en bande VHF, pour la télédiffusion analogique.
| Fréquence | Trame | Ligne | Ligne/trame | Fréquence Ligne | Noir et blanc | Mod. vidéo | Préaccentuation | Mod. audio | Décalage audio | Canal n&b | Gamma natif | Standard couleur |
| --------- | ----- | ----- | ----------- | --------------- | ------------- | ---------- | --------------- | ---------- | -------------- | --------- | ----------- | ---------------- |
| 25        | 2/1   | 50    | 625         | 15625 Mhz       | 5 MHz.        | Positive   | 50 μs           | AM         | +5.5 MHz.      | 7 MHz.    | 2.0         | aucun            |

Les canaux TV sont classés conformément à la numérotation ci-après:
| Canal | Porteuse vidéo (MHz) | Porteuse audio (MHz) |
| ----- | -------------------- | -------------------- |
| 1     | 41.25                | 46.75                |
| 1A    | 42.25                | 47.75                |
| 2     | 48.25                | 53.75                |
| 2A    | 49.75                | 55.25                |
| 3     | 55.25                | 60.75                |
| 4     | 62.25                | 67.75                |
| 4A    | 82.25                | 87.75                |
| 5     | 175.25               | 180.75               |
| 6     | 182.25               | 187.75               |
| 7     | 189.25               | 194.75               |
| 8     | 196.25               | 201.75               |
| 9     | 203.25               | 208.75               |
| 10    | 210.25               | 215.75               |
| 11    | 217.25               | 222.75               |
| 12    | 224.25               | 229.75               |

### Système D
625 lignes sur deux demi-trames à 50 Hz.
- Codage couleur PAL en Europe centrale ou de l’Est et en Chine. La norme D en VHF est souvent associée à la norme K en UHF.

#### Europecentrale ou de l’Est(saufBulgarie)
8 MHz maximum par canal de base ; canaux répartis dans deux sous-bandes (avec intervalle réservé en sous-bande basse entre les canaux 1–2 et 2–3) ; sous-bande centrale réservée entre les canaux 5–6.
| Canal | Vidéo (MHz) | Audio (MHz) |
| ----- | ----------- | ----------- |
| 1     | 49,75       | 56,25       |
|       |             |             |
| 2     | 59,25       | 65,75       |
|       |             |             |
| 3     | 77,25       | 83,75       |
| 4     | 85,25       | 91,75       |

| Canal | Vidéo (MHz) | Audio (MHz) |
| ----- | ----------- | ----------- |
| 5     | 93,25       | 99,75       |
|       |             |             |
| 6     | 175,25      | 181,75      |
| 7     | 183,25      | 189,75      |
| 8     | 191,25      | 197,75      |

| Canal | Vidéo (MHz) | Audio (MHz) |
| ----- | ----------- | ----------- |
| 9     | 199,25      | 205,75      |
| 10    | 207,25      | 213,75      |
| 11    | 215,25      | 221,75      |
| 12    | 223,25      | 229,75      |

#### Chine
8 MHz maximum par canal de base ; canaux répartis dans deux sous-bandes (avec intervalle réservé en sous-bande basse entre les canaux 3–4) ; sous-bande centrale réservée entre les canaux 5–6.
| Canal | Vidéo (MHz) | Audio (MHz) |
| ----- | ----------- | ----------- |
| 1     | 49,75       | 56,25       |
| 2     | 57,75       | 64,25       |
| 3     | 65,75       | 72,25       |
|       |             |             |
| 4     | 77,25       | 83,75       |
| 5     | 85,25       | 91,75       |

| Canal | Vidéo (MHz) | Audio (MHz) |
| ----- | ----------- | ----------- |
|       |             |             |
| 6     | 168,25      | 174,75      |
| 7     | 176,25      | 182,75      |
| 8     | 184,25      | 190,75      |
| 9     | 192,25      | 198,75      |

| Canal | Vidéo (MHz) | Audio (MHz) |
| ----- | ----------- | ----------- |
| 10    | 200,25      | 206,75      |
| 11    | 208,25      | 214,75      |
| 12    | 216,25      | 222,75      |

### Système E (obsolète)
819 lignes sur deux demi-trames à 50 Hz.
- Signal noir et blanc en 819 lignes, modulation video positive et son AM.
- Exception : au début des années 1970, la chaîne Télé Monte-Carlo conserve certaines spécififités de la norme E mais exploite la diffusion en 625 lignes noir et blanc puis au standard couleur Sécam à partir de décembre 1973 sur le canal F10 pair en Bande III supradyne, sur 199,70 MHz. Cette formule permet aux possesseurs de téléviseurs nooir et blanc très anciens uniquement compatibles avec la norme E, de continuer à recevoir et afficher la chaîne monégasque, en ajustant le balayage de leur appareil pour le 625 lignes.

#### Francemétropolitaine– obsolète
Canaux de largeur 13,15 MHz répartis sur deux sous-bandes, avec en bande III des canaux pairs/impairs "tête-bêche" exclusifs l'un de l'autre car partageant la même bande de fréquence ; sous-bandes centrale réservées entre les canaux 4–5 ; le canal alternatif 8A bloque le canal 8 (qu’il décale de -1,3 MHz) ainsi que le canal 7.
Ce canal 8A "hors plan" est le premier canal historique du 819 lignes, utilisé à Paris et Lille avant que le plan de fréquence du standard E ne soit défini.
| Canal | Vidéo (MHz) | Audio (MHz) |
| ----- | ----------- | ----------- |
| 2     | 52,40       | 41,25       |
| 4     | 65,55       | 54,40       |
|       |             |             |
| 5     | 164,00      | 175,15      |

| Canal | Vidéo (MHz) | Audio (MHz) |
| ----- | ----------- | ----------- |
| 6     | 173,40      | 162,25      |
| 7     | 177,15      | 188,30      |
| 8A    | 185,25      | 174,10      |
| 8     | 186,55      | 175,40      |

| Canal | Vidéo (MHz) | Audio (MHz) |
| ----- | ----------- | ----------- |
| 9     | 190,30      | 201,45      |
| 10    | 199,70      | 188,55      |
| 11    | 203,45      | 214,60      |
| 12    | 212,85      | 201,70      |

### Système F (obsolète)
Le système F est une ancienne norme adoptée en Belgique  de 1953 à 1968 et au Luxembourg de 1955 à 1971. L'objectif consiste à exploiter certaines caractéristiques de la norme française E à 819 lignes, notamment en divisant environ la bande passante vidéo par deux et en réduisant également le décalage de la sous-porteuse audio. Au lieu des 15 MHz nécessaires pour chaque canal TV diffusé à la norme E haute définition à 819 lignes, la norme F exploite des canaux réduits à 7 MHz en VHF au détriment de la qualité de l'image, perdant une grande partie de sa résolution horizontale native.
| Frame rate | Interlace | Field rate | Line/frame | Line rate | Visual b/w | Vision mod. | Sound mod. | Sound offset | Channel b/w |
| ---------- | --------- | ---------- | ---------- | --------- | ---------- | ----------- | ---------- | ------------ | ----------- |
| 25         | 2/1       | 50         | 819        | 20475 Hz  | 5 MHz.     | Pos.        | AM         | +5.5         | 7 MHz.      |

### Système G
625 lignes sur deux demi-trames à 50 Hz.
- Codage couleur SECAM en Grèce, en Afrique du Nord (Maroc, Tunisie), Afrique centrale et de l’Ouest francophone, Madagascar), Arabie saoudite et Iran.

#### Maroc,Tunisie, et Afrique du Nord(saufAlgérie)
8 MHz maximum par canal de base ; canaux répartis dans la sous-bande haute uniquement (sous-bandes basse et centrale réservées avant le canal 4).
| Canal | Vidéo (MHz) | Audio (MHz) |
| ----- | ----------- | ----------- |
|       |             |             |
| 4     | 163,25      | 168,75      |
| 5     | 171,25      | 176,75      |

| Canal | Vidéo (MHz) | Audio (MHz) |
| ----- | ----------- | ----------- |
| 6     | 179,25      | 184,75      |
| 7     | 187,25      | 192,75      |
| 8     | 195,25      | 200,75      |

| Canal | Vidéo (MHz) | Audio (MHz) |
| ----- | ----------- | ----------- |
| 9     | 203,25      | 208,75      |
| 10    | 211,25      | 216,75      |

### Système H
Voir UHF, système H.
La norme H est un système exploité en Belgique, en Bosnie Herzégovine, en Croatie, à Malte, en Slovenie et au Liberia, sur la bande UHF en complément de la norme B exploitée en bande VHF.

### Système I
625 lignes sur deux demi-trames à 50 Hz.
- Codage couleur PAL

#### Royaume-Uni,Irlande,Hong Kong
8 MHz par canal de base ; canaux répartis dans deux sous-bandes ; sous-bande centrale réservée entre les canaux C–D.
| Canal | Vidéo (MHz) | Audio (MHz) |
| ----- | ----------- | ----------- |
| A     | 45,75       | 51,75       |
| B     | 53,75       | 59,75       |
| C     | 61,75       | 67,75       |
|       |             |             |

| Canal | Vidéo (MHz) | Audio (MHz) |
| ----- | ----------- | ----------- |
| D / 4 | 175,25      | 181,25      |
| E / 5 | 183,25      | 189,25      |
| F / 6 | 191,25      | 197,25      |
| G / 7 | 199,25      | 205,25      |

| Canal  | Vidéo (MHz) | Audio (MHz) |
| ------ | ----------- | ----------- |
| H / 8  | 207,25      | 213,25      |
| I / 9  | 215,25      | 221,25      |
| J / 10 | 223,25      | 229,25      |

#### Afrique du Sud
8 MHz par canal de base ; canaux répartis dans la sous-bande haute uniquement ; sous-bandes basse et centrale réservées avant le canal 4.
| Canal | Vidéo (MHz) | Audio (MHz) |
| ----- | ----------- | ----------- |
|       |             |             |
| 4     | 175,25      | 181,25      |
| 5     | 183,25      | 189,25      |
| 6     | 191,25      | 197,25      |

| Canal | Vidéo (MHz) | Audio (MHz) |
| ----- | ----------- | ----------- |
| 7     | 199,25      | 205,25      |
| 8     | 207,25      | 213,25      |
| 9     | 215,25      | 221,25      |
| 10    | 223,25      | 229,25      |

| Canal | Vidéo (MHz) | Audio (MHz) |
| ----- | ----------- | ----------- |
| 11    | 231,25      | 237,25      |
| 12    | 239,25      | 245,25      |
| 13    | 247,25      | 253,25      |

#### Angola
8 MHz par canal de base ; canaux répartis dans deux sous-bandes ; sous-bande centrale réservée entre les canaux 3–4.
| Canal | Vidéo (MHz) | Audio (MHz) |
| ----- | ----------- | ----------- |
| 1     | 43,25       | 49,25       |
|       |             |             |
| 2     | 52,25       | 58,25       |
| 3     | 60,25       | 66,25       |
|       |             |             |

| Canal | Vidéo (MHz) | Audio (MHz) |
| ----- | ----------- | ----------- |
| 4     | 175,25      | 181,25      |
| 5     | 183,25      | 189,25      |
| 6     | 191,25      | 197,25      |
| 7     | 199,25      | 205,25      |

| Canal | Vidéo (MHz) | Audio (MHz) |
| ----- | ----------- | ----------- |
| 8     | 207,25      | 213,25      |
| 9     | 215,25      | 221,25      |
| 10    | 223,25      | 229,25      |

### Système J
La norme J est assez proche de la norme M. Toutefois, le codage du signal audio stéréo modulé en FM pour la norme J est diffèrent de celui du système M.
De plus, les canaux hertziens exploités au Japon ne correspondent pas à ceux de la norme M.
En VHF, si l'espacement des fréquences pour chaque canal s'élève à 6 MHz comme en Amérique du Nord, Amérique du Sud, Caraïbes, Corée du Sud, Taïwan, Birmanie (Myanmar) et Philippines, la répartition des canaux 7 et 8 se chevauchent. Les canaux historiques 1 à 3 sont réaffectés pour l'expansion de la bande FM japonaise.

### Système K et K'
La norme K en UHF est souvent associée à la norme D en VHF.
625 lignes sur deux demi-trames à 50 Hz.
- Codage couleur SECAM en Bulgarie, Pays baltes et CEI, Afrique occidentale francophone (Mali, Niger, Tchad, etc.) ou centrale (République centrafricaine, Burundi, Rwanda et en France d’outre-mer.
- Codage couleur PAL en Afrique centrale anglophone (Liberia, etc.) ou bilingue franco-anglophone (Cameroun, Côte d’Ivoire).

#### Côte d'Ivoire
8 MHz maximum par canal de base ; canaux répartis dans deux sous-bandes ; sous-bande centrale réservée entre les canaux 3–4.
| Canal | Vidéo (MHz) | Audio (MHz) |
| ----- | ----------- | ----------- |
| 1     | 43,25       | 49,75       |
| 2     | 52,25       | 58,75       |
| 3     | 60,25       | 66,75       |
|       |             |             |

| Canal | Vidéo (MHz) | Audio (MHz) |
| ----- | ----------- | ----------- |
| 4     | 175,25      | 181,75      |
| 5     | 183,25      | 189,75      |
| 6     | 191,25      | 197,75      |
| 7     | 199,25      | 205,75      |

| Canal | Vidéo (MHz) | Audio (MHz) |
| ----- | ----------- | ----------- |
| 8     | 207,25      | 213,75      |
| 9     | 215,25      | 221,75      |

#### Franced’outre-mer
8 MHz maximum par canal de base (sauf le canal 5 réduit à 7 MHz car décalé de +1 MHz) ; canaux répartis la sous-bande haute uniquement ; sous-bandes basse et centrale réservées avant le canal 4.
| Canal | Vidéo (MHz) | Audio (MHz) |
| ----- | ----------- | ----------- |
|       |             |             |
| 4     | 175,24      | 181,75      |
|       |             |             |

| Canal | Vidéo (MHz) | Audio (MHz) |
| ----- | ----------- | ----------- |
| 5     | 184.25      | 189,75      |
| 6     | 191,25      | 197,75      |
| 7     | 199,25      | 205,75      |

| Canal | Vidéo (MHz) | Audio (MHz) |
| ----- | ----------- | ----------- |
| 8     | 207,25      | 213,75      |
| 9     | 215,25      | 221,75      |

### Système L/L’ (obsolète)
- Normes totalement abandonnées (au 1er janvier 2016)

625 lignes sur deux demi-trames à 50 Hz.
- Codage couleur SECAM (variante L obsolète : synchro sur trame en France uniquement; variante L’ : synchro sur trame et ligne ou sur ligne uniquement)
- Codage couleur SECAM L’ uniquement à Monaco et au Luxembourg.

#### Francemétropolitaine
8 MHz par canal de base ; canaux répartis dans deux sous-bandes (en sous-bande basse, le canal 3, si utilisé, remplace les canaux 2 et 4) ; sous-bande centrale réservée entre les canaux 4–5. Le canal 1 défini sur le tableau, n' a jamais été utilisé en émission TV, en France, à cause des interférences sur ces fréquences, pour le 4e réseau TDF (Canal+ analogique)
| Canal | Vidéo (MHz) | Audio (MHz) |
| ----- | ----------- | ----------- |
| 1     | 47,75       | 41,25       |
| 2     | 55,75       | 49,25       |
| 3     | 60,50       | 54,00       |
| 4     | 63,75       | 57,25       |

| Canal | Vidéo (MHz) | Audio (MHz) |
| ----- | ----------- | ----------- |
|       |             |             |
| 5     | 176,00      | 182,50      |
| 6     | 184,00      | 190,50      |
| 7     | 192,00      | 198,50      |

| Canal | Vidéo (MHz) | Audio (MHz) |
| ----- | ----------- | ----------- |
| 8     | 200,00      | 206,50      |
| 9     | 208,00      | 214,50      |
| 10    | 216,00      | 222,50      |

### Système M
525 lignes sur deux demi-trames à 60 Hz.
- Codage couleur NTSC (colorimétrie YIQ) en Amérique et Asie orientale ou du Sud-Est (Japon, Corée du Sud, Taïwan, Birmanie, Philippines, etc.).
- Codage couleur PAL-M (colorimétrie YUV du PAL standard) au Brésil avec sous-porteuse à 3,575611 MHz pour tenir dans le canal de 6 MHz.

Voir système N.
La présence de deux normes différentes au standard PAL (PAL-M et PAL-N) en Amérique du Sud résulte notamment de la différence des fréquences du courant secteur : 60 Hz au Brésil contre 50 Hz en Argentine.

#### Amériques/Caraïbe(saufArgentine,UruguayetFranced’outre-mer)
6 MHz par canal de base ; canaux répartis dans deux sous-bandes ; sous-bande centrale réservée entre les canaux 6–7.
| Canal | Vidéo (MHz) | Audio (MHz) |
| ----- | ----------- | ----------- |
| 2     | 55,25       | 59,75       |
| 3     | 61,25       | 65,75       |
| 4     | 67,25       | 71,75       |
|       |             |             |
| 5     | 77,25       | 81,75       |
| 6     | 83,25       | 87,75       |

| Canal | Vidéo (MHz) | Audio (MHz) |
| ----- | ----------- | ----------- |
|       |             |             |
| 7     | 175,25      | 179,75      |
| 8     | 181,25      | 185,75      |
| 9     | 187,25      | 191,75      |
| 10    | 193,25      | 197,75      |

| Canal | Vidéo (MHz) | Audio (MHz) |
| ----- | ----------- | ----------- |
| 11    | 199,25      | 203,75      |
| 12    | 205,25      | 209,75      |
| 13    | 211,25      | 215,75      |

#### Japon
6 MHz par canal de base ; canaux répartis dans deux sous-bandes ; sous-bande centrale réservée entre les canaux 3–4 ; dans la sous-bande haute, un seul des deux canaux 7 ou 8 peut être utilisé pour la télévision.
| Canal | Vidéo (MHz) | Audio (MHz) |
| ----- | ----------- | ----------- |
| 1     | 91,25       | 95,75       |
| 2     | 97,25       | 101,75      |
| 3     | 103,25      | 107,75      |
|       |             |             |
| 4     | 171,25      | 175,75      |

| Canal | Vidéo (MHz) | Audio (MHz) |
| ----- | ----------- | ----------- |
| 5     | 177,25      | 181,75      |
| 6     | 183,25      | 187,75      |
| 7     | 189,25      | 193,75      |
| 8     | 193,25      | 197,75      |
| 9     | 199,25      | 203,75      |

| Canal | Vidéo (MHz) | Audio (MHz) |
| ----- | ----------- | ----------- |
| 10    | 205,25      | 209,75      |
| 11    | 211,25      | 215,75      |
| 12    | 217,25      | 221,75      |

#### Taïwan
6 MHz par canal de base ; canaux répartis la sous-bande haute uniquement ; sous-bandes basse et centrale réservées avant le canal 7.
| Canal | Vidéo (MHz) | Audio (MHz) |
| ----- | ----------- | ----------- |
|       |             |             |
| 7     | 175,25      | 179,75      |
| 8     | 181,25      | 185,75      |

| Canal | Vidéo (MHz) | Audio (MHz) |
| ----- | ----------- | ----------- |
| 9     | 187,25      | 191,75      |
| 10    | 193,25      | 197,75      |
| 11    | 199,25      | 203,75      |

| Canal | Vidéo (MHz) | Audio (MHz) |
| ----- | ----------- | ----------- |
| 12    | 205,25      | 209,75      |
| 13    | 211,25      | 215,75      |

### Système N
625 lignes sur deux demi-trames à 50 Hz (comme PAL B/G et SECAM).
- Codage couleur PAL-N: (colorimétrie YUV du PAL standard mais sous porteuse à 3,582056 MHz au lieu de 4,433619 MHz pour rester conforme au canal réduit à 6 MHz de largeur de bande).

La présence de deux normes différentes au standard PAL (PAL-M et PAL-N) en Amérique du Sud résulte notamment de la différence des fréquences du courant secteur : 60 Hz au Brésil contre 50 Hz en Argentine.
Voir système M.

#### Argentine,Uruguay
6 MHz par canal de base ; même plan de fréquences que le système M américain (voir ci-dessous).

## BandeUHF
Cette bande est allouée de façon beaucoup plus régulière lors de son introduction; elle offre aussi plus de compacité et permet une meilleure réutilisation des ressources transfrontalières, mais elle supporte de moins grandes distances de couverture et nécessite une visibilité plus directe, et même si la réception portable est possible, cette bande supporte moins bien la réception mobile.
Une grande partie de cette bande est allouée à la télévision numérique terrestre en complément puis en remplacement de la bande VHF dans la plupart des pays qui sera réaffectée à d'autres applications. Néanmoins, les extrémités de la bande UHF font aussi l’objet de réattribution pour la téléphonie mobile et les réseaux de données mobiles dans certains pays.

### Système B
625 lignes sur deux demi-trames à 50 Hz.
- Codage couleur PAL

#### Australie
7 MHz par canal de base ; 41 canaux.
| Canal | Vidéo (MHz) | Audio (MHz) |
| ----- | ----------- | ----------- |
| 28    | 527,25      | 532,75      |
| 29    | 534,25      | 539,75      |
| 30    | 541,25      | 546,75      |
| 31    | 548,25      | 553,75      |
| 32    | 555,25      | 560,75      |
| 33    | 562,25      | 567,75      |
| 34    | 569,25      | 574,75      |
| 35    | 576,25      | 581,75      |
| 36    | 583,25      | 588,75      |
| 37    | 590,25      | 595,75      |
| 38    | 597,25      | 602,75      |
| 39    | 604,25      | 609,75      |
| 40    | 611,25      | 616,75      |
| 41    | 618,25      | 623,75      |

| Canal | Vidéo (MHz) | Audio (MHz) |
| ----- | ----------- | ----------- |
| 42    | 625,25      | 630,75      |
| 43    | 632,25      | 637,75      |
| 44    | 639,25      | 644,75      |
| 45    | 646,25      | 651,75      |
| 46    | 653,25      | 658,75      |
| 47    | 660,25      | 665,75      |
| 48    | 667,25      | 672,75      |
| 49    | 674,25      | 679,75      |
| 50    | 681,25      | 686,75      |
| 51    | 688,25      | 693,75      |
| 52    | 695,25      | 700,75      |
| 53    | 702,25      | 707,75      |
| 54    | 709,25      | 714,75      |
| 55    | 716,25      | 721,75      |

| Canal | Vidéo (MHz) | Audio (MHz) |
| ----- | ----------- | ----------- |
| 56    | 723,25      | 728,75      |
| 57    | 730,25      | 735,75      |
| 58    | 737,25      | 742,75      |
| 59    | 744,25      | 749,75      |
| 60    | 751,25      | 756,75      |
| 61    | 758,25      | 763,75      |
| 62    | 765,25      | 770,75      |
| 63    | 772,25      | 777,75      |
| 64    | 779,25      | 784,75      |
| 65    | 786,25      | 791,75      |
| 66    | 793,25      | 798,75      |
| 67    | 800,25      | 805,75      |
| 68    | 807,25      | 812,75      |
| 69    | 814,25      | 819,75      |

### Système C (obsolète)
Voir VHF, système C. La norme C est un ancien système exploité en Belgique, en Italie, aux Pays-Bas et au Luxembourg pour combiner à la fois certaines spécifications des deux normes L et B mais uniquement en bande VHF, pour la télédiffusion analogique.

### Système D
La norme D en VHF est souvent associée à la norme K en UHF.
625 lignes sur deux demi-trames à 50 Hz.
- Codage couleur PAL

#### Chine
8 MHz par canal de base ; 45 canaux répartis sur deux sous-bandes (bande centrale réservée entre les canaux 24–25).
| Canal | Vidéo (MHz) | Audio (MHz) |
| ----- | ----------- | ----------- |
| 13    | 471,25      | 477,75      |
| 14    | 479,25      | 485,75      |
| 15    | 487,25      | 493,75      |
| 16    | 495,25      | 501,75      |
| 17    | 503,25      | 509,75      |
| 18    | 511,25      | 517,75      |
| 19    | 519,25      | 525,75      |
| 20    | 527,25      | 533,75      |
| 21    | 535,25      | 541,75      |
| 22    | 543,25      | 549,75      |
| 23    | 551,25      | 557,75      |
| 24    | 559,25      | 565,75      |
|       |             |             |
| 25    | 607,25      | 613,75      |
| 26    | 615,25      | 621,75      |
| 27    | 623,25      | 629,75      |

| Canal | Vidéo (MHz) | Audio (MHz) |
| ----- | ----------- | ----------- |
| 28    | 631,25      | 637,75      |
| 29    | 639,25      | 645,75      |
| 30    | 647,25      | 653,75      |
| 31    | 655,25      | 661,75      |
| 32    | 663,25      | 669,75      |
| 33    | 671,25      | 677,75      |
| 34    | 679,25      | 685,75      |
| 35    | 687,25      | 693,75      |
| 36    | 695,25      | 701,75      |
| 37    | 703,25      | 709,75      |
| 38    | 711,25      | 717,75      |
| 39    | 719,25      | 725,75      |
| 40    | 727,25      | 733,75      |
| 41    | 735,25      | 741,75      |
| 42    | 743,25      | 749,75      |
| 43    | 751,25      | 757,75      |

| Canal | Vidéo (MHz) | Audio (MHz) |
| ----- | ----------- | ----------- |
| 44    | 759,25      | 765,75      |
| 45    | 767,25      | 773,75      |
| 46    | 775,25      | 781,75      |
| 47    | 783,25      | 789,75      |
| 48    | 791,25      | 797,75      |
| 49    | 799,25      | 805,75      |
| 50    | 807,25      | 813,75      |
| 51    | 815,25      | 821,75      |
| 52    | 823,25      | 829,75      |
| 53    | 831,25      | 837,75      |
| 54    | 839,25      | 845,75      |
| 55    | 847,25      | 853,75      |
| 56    | 855,25      | 861,75      |
| 57    | 863,25      | 869,75      |

### Systèmes G
625 lignes sur deux demi-trames à 50 Hz.
- Codage couleur PAL

#### Europede l’Ouest continentale(saufFrance)
8 MHz par canal de base ; 49 canaux.
| Canal | Vidéo (MHz) | Audio (MHz) |
| ----- | ----------- | ----------- |
| 21    | 471,25      | 476,75      |
| 22    | 479,25      | 484,75      |
| 23    | 487,25      | 492,75      |
| 24    | 495,25      | 500,75      |
| 25    | 503,25      | 508,75      |
| 26    | 511,25      | 516,75      |
| 27    | 519,25      | 524,75      |
| 28    | 527,25      | 532,75      |
| 29    | 535,25      | 540,75      |
| 30    | 543,25      | 548,75      |
| 31    | 551,25      | 556,75      |
| 32    | 559,25      | 564,75      |
| 33    | 567,25      | 572,75      |
| 34    | 575,25      | 580,75      |
| 35    | 583,25      | 588,75      |
| 36    | 591,25      | 596,75      |
| 37    | 599,25      | 604,75      |

| Canal | Vidéo (MHz) | Audio (MHz) |
| ----- | ----------- | ----------- |
| 38    | 607,25      | 612,75      |
| 39    | 615,25      | 620,75      |
| 40    | 623,25      | 628,75      |
| 41    | 631,25      | 636,75      |
| 42    | 639,25      | 644,75      |
| 43    | 647,25      | 652,75      |
| 44    | 655,25      | 660,75      |
| 45    | 663,25      | 668,75      |
| 46    | 671,25      | 676,75      |
| 47    | 679,25      | 684,75      |
| 48    | 687,25      | 692,75      |
| 49    | 695,25      | 700,75      |
| 50    | 703,25      | 708,75      |
| 51    | 711,25      | 716,75      |
| 52    | 719,25      | 724,75      |
| 53    | 727,25      | 732,75      |
| 54    | 735,25      | 740,75      |

| Canal | Vidéo (MHz) | Audio (MHz) |
| ----- | ----------- | ----------- |
| 55    | 743,25      | 748,75      |
| 56    | 751,25      | 756,75      |
| 57    | 759,25      | 764,75      |
| 58    | 767,25      | 772,75      |
| 59    | 775,25      | 780,75      |
| 60    | 783,25      | 788,75      |
| 61    | 791,25      | 796,75      |
| 62    | 799,25      | 804,75      |
| 63    | 807,25      | 812,75      |
| 64    | 815,25      | 820,75      |
| 65    | 823,25      | 828,75      |
| 66    | 831,25      | 836,75      |
| 67    | 839,25      | 844,75      |
| 68    | 847,25      | 852,75      |
| 69    | 855,25      | 860,75      |

### Système H
La norme H est un système exploité en Belgique, en Bosnie Herzégovine, en Croatie, à Malte, en Slovénie et au Liberia, sur la bande UHF en complément de la norme B exploitée en bande VHF.
Spécifications du système H
| Fréquence trame | Entrelacement | Fréquence image | Ligne/trame | Fréquence ligne | Image n&b | Mod. vidéo | Préaccentuation | Mod. audio | Décalage audio | Canal n&b |
| --------------- | ------------- | --------------- | ----------- | --------------- | --------- | ---------- | --------------- | ---------- | -------------- | --------- |
| 25              | 2/1           | 50              | 625         | 15625           | 5 MHz.    | AC3 neg.   | 50 μs           | F3         | 5.5 MHz.       | 8 MHz.    |

Les caractéristiques de la modulation des signaux sont conformes à la norme B qui exploite des canaux de 7.0 MHz de largeur de bande dans la gamme VHF. La différence de la norme H concerne la bande latérale fixée à 500 kHz soit supérieure de 1.25 MHz par rapport à la norme B. De ce fait et de la bande plus large allouée en UHF, l'intervalle de garde en bande entre chaque canal est fixé à 650 kHz, notamment pour garantir la retransmission correcte de signaux audio numériques optionnels de type Nicam.

### Système I
625 lignes sur deux demi-trames à 50 Hz.
- Codage couleur PAL

#### Royaume-Uni,Hong Kong,Afrique du Sud
8 MHz par canal de base ; 48 canaux 21 à 68 ; plan de fréquence identique à celui de la France métropolitaine (ci-dessous, système L).

### Système J
La norme J est similaire à la norme M. Toutefois, le codage du signal audio stéréo modulé en FM pour la norme J est diffèrent de celui de la norme M.
De plus, les canaux hertziens exploités au Japon ne correspondent pas à ceux de la norme M. En bande UHF, l'espacement des fréquences pour chaque canal à la norme du Japon est identique à la norme M, mais la numérotation des canaux est décalée d'une unité en dessous de ceux de la norme M. Ainsi, par exemple, le canal 13 à la norme J est sur la même fréquence que le canal 14 de la norme M. Les canaux 13 à 62 sont exploités en analogique ainsi qu'en télédiffusion numérique.

### Systèmes K et K'
625 lignes sur deux demi-trames à 50 Hz.
- Codage couleur SECAM (variante K : synchro sur ligne uniquement).

#### Europede l’Est,Afrique,France d'outre-mer
8 MHz par canal de base ; 49 canaux ; plan de fréquences identique à celui de la France métropolitaine (ci-dessous, système L)).

### Système L/L’
625 lignes sur deux demi-trames à 50 Hz.
- Codage couleur SECAM (variante L obsolète : synchro sur trame uniquement en France uniquement ; variante L’ : synchro sur trame et ligne ou sur ligne uniquement)

#### France métropolitaine,Principauté de Monaco,Luxembourg
8 MHz par canal de base ; 49 canaux.
| Canal | Vidéo (MHz) | Audio (MHz) |
| ----- | ----------- | ----------- |
| 21    | 471,25      | 477,75      |
| 22    | 479,25      | 485,75      |
| 23    | 487,25      | 493,75      |
| 24    | 495,25      | 501,75      |
| 25    | 503,25      | 509,75      |
| 26    | 511,25      | 517,75      |
| 27    | 519,25      | 525,75      |
| 28    | 527,25      | 533,75      |
| 29    | 535,25      | 541,75      |
| 30    | 543,25      | 549,75      |
| 31    | 551,25      | 557,75      |
| 32    | 559,25      | 565,75      |
| 33    | 567,25      | 573,75      |
| 34    | 575,25      | 581,75      |
| 35    | 583,25      | 589,75      |
| 36    | 591,25      | 597,75      |
| 37    | 599,25      | 605,75      |

| Canal | Vidéo (MHz) | Audio (MHz) |
| ----- | ----------- | ----------- |
| 38    | 607,25      | 613,75      |
| 39    | 615,25      | 621,75      |
| 40    | 623,25      | 629,75      |
| 41    | 631,25      | 637,75      |
| 42    | 639,25      | 645,75      |
| 43    | 647,25      | 653,75      |
| 44    | 655,25      | 661,75      |
| 45    | 663,25      | 669,75      |
| 46    | 671,25      | 677,75      |
| 47    | 679,25      | 685,75      |
| 48    | 687,25      | 693,75      |
| 49    | 695,25      | 701,75      |
| 50    | 703,25      | 709,75      |
| 51    | 711,25      | 717,75      |
| 52    | 719,25      | 725,75      |
| 53    | 727,25      | 733,75      |
| 54    | 735,25      | 741,75      |

| Canal | Vidéo (MHz) | Audio (MHz) |
| ----- | ----------- | ----------- |
| 55    | 743,25      | 749,75      |
| 56    | 751,25      | 757,75      |
| 57    | 759,25      | 765,75      |
| 58    | 767,25      | 773,75      |
| 59    | 775,25      | 781,75      |
| 60    | 783,25      | 789,75      |
| 61    | 791,25      | 797,75      |
| 62    | 799,25      | 805,75      |
| 63    | 807,25      | 813,75      |
| 64    | 815,25      | 821,75      |
| 65    | 823,25      | 829,75      |
| 66    | 831,25      | 837,75      |
| 67    | 839,25      | 845,75      |
| 68    | 847,25      | 853,75      |
| 69    | 855,25      | 861,75      |

### Système M
525 lignes sur deux demi-trames à 60 Hz.
- Codage couleur NTSC (colorimétrie YIQ) en Amérique et Asie orientale ou du Sud-Est (Japon, Corée du Sud, Taïwan, Birmanie, Philippines, etc.).
- Codage couleur PAL-M (colorimétrie YUV du PAL standard) au Brésil.

#### Amériques/Caraïbe(saufArgentine,UruguayetFranced’outre-mer)
6 MHz par canal de base ; 70 canaux.
| Canal | Vidéo (MHz) | Audio (MHz) |
| ----- | ----------- | ----------- |
| 14    | 471,25      | 475,75      |
| 15    | 477,25      | 481,75      |
| 16    | 483,25      | 487,75      |
| 17    | 489,25      | 493,75      |
| 18    | 495,25      | 499,75      |
| 19    | 501,25      | 505,75      |
| 20    | 507,25      | 511,75      |
| 21    | 513,25      | 517,75      |
| 22    | 519,25      | 523,75      |
| 23    | 525,25      | 529,75      |
| 24    | 531,25      | 535,75      |
| 25    | 537,25      | 541,75      |
| 26    | 543,25      | 547,75      |
| 27    | 549,25      | 553,75      |
| 28    | 555,25      | 559,75      |
| 29    | 561,25      | 565,75      |
| 30    | 567,25      | 571,75      |
| 31    | 573,25      | 577,75      |
| 32    | 579,25      | 583,75      |
| 33    | 585,25      | 589,75      |
| 34    | 591,25      | 595,75      |
| 35    | 597,25      | 601,75      |
| 36    | 603,25      | 607,75      |
| 37    | 609,25      | 613,75      |

| Canal | Vidéo (MHz) | Audio (MHz) |
| ----- | ----------- | ----------- |
| 38    | 615,25      | 619,75      |
| 39    | 621,25      | 625,75      |
| 40    | 627,25      | 631,75      |
| 41    | 633,25      | 637,75      |
| 42    | 639,25      | 643,75      |
| 43    | 645,25      | 649,75      |
| 44    | 651,25      | 655,75      |
| 45    | 657,25      | 661,75      |
| 46    | 663,25      | 667,75      |
| 47    | 669,25      | 673,75      |
| 48    | 675,25      | 679,75      |
| 49    | 681,25      | 685,75      |
| 50    | 687,25      | 691,75      |
| 51    | 693,25      | 697,75      |
| 52    | 699,25      | 703,75      |
| 53    | 705,25      | 709,75      |
| 54    | 711,25      | 715,75      |
| 55    | 717,25      | 721,75      |
| 56    | 723,25      | 727,75      |
| 57    | 729,25      | 733,75      |
| 58    | 735,25      | 739,75      |
| 59    | 741,25      | 745,75      |
| 60    | 747,25      | 751,75      |
| 61    | 753,25      | 757,75      |

| Canal | Vidéo (MHz) | Audio (MHz) |
| ----- | ----------- | ----------- |
| 62    | 759,25      | 763,75      |
| 63    | 765,25      | 769,75      |
| 64    | 771,25      | 775,75      |
| 65    | 777,25      | 781,75      |
| 66    | 783,25      | 787,75      |
| 67    | 789,25      | 793,75      |
| 68    | 795,25      | 799,75      |
| 69    | 801,25      | 805,75      |
| 70    | 807,25      | 811,75      |
| 71    | 813,25      | 817,75      |
| 72    | 819,25      | 823,75      |
| 73    | 825,25      | 829,75      |
| 74    | 831,25      | 835,75      |
| 75    | 837,25      | 841,75      |
| 76    | 843,25      | 847,75      |
| 77    | 849,25      | 853,75      |
| 78    | 855,25      | 859,75      |
| 79    | 861,25      | 865,75      |
| 80    | 867,25      | 871,75      |
| 81    | 873,25      | 877,75      |
| 82    | 879,25      | 883,75      |
| 83    | 885,25      | 889,75      |

#### Japon,Corée du Sud
6 MHz par canal de base ; 50 canaux.
| Canal | Vidéo (MHz) | Audio (MHz) |
| ----- | ----------- | ----------- |
| 13    | 471,25      | 475,75      |
| 14    | 477,25      | 481,75      |
| 15    | 483,25      | 487,75      |
| 16    | 489,25      | 493,75      |
| 17    | 495,25      | 499,75      |
| 18    | 501,25      | 505,75      |
| 19    | 507,25      | 511,75      |
| 20    | 513,25      | 517,75      |
| 21    | 519,25      | 523,75      |
| 22    | 525,25      | 529,75      |
| 23    | 531,25      | 535,75      |
| 24    | 537,25      | 541,75      |
| 25    | 543,25      | 547,75      |
| 26    | 549,25      | 553,75      |
| 27    | 555,25      | 559,75      |
| 28    | 561,25      | 565,75      |
| 29    | 567,25      | 571,75      |

| Canal | Vidéo (MHz) | Audio (MHz) |
| ----- | ----------- | ----------- |
| 30    | 573,25      | 577,75      |
| 31    | 579,25      | 583,75      |
| 32    | 585,25      | 589,75      |
| 33    | 591,25      | 595,75      |
| 34    | 597,25      | 601,75      |
| 35    | 603,25      | 607,75      |
| 36    | 609,25      | 613,75      |
| 37    | 615,25      | 619,75      |
| 38    | 621,25      | 625,75      |
| 39    | 627,25      | 631,75      |
| 40    | 633,25      | 637,75      |
| 41    | 639,25      | 643,75      |
| 42    | 645,25      | 649,75      |
| 43    | 651,25      | 655,75      |
| 44    | 657,25      | 661,75      |
| 45    | 663,25      | 667,75      |
| 46    | 669,25      | 673,75      |

| Canal | Vidéo (MHz) | Audio (MHz) |
| ----- | ----------- | ----------- |
| 47    | 675,25      | 679,75      |
| 48    | 681,25      | 685,75      |
| 49    | 687,25      | 691,75      |
| 50    | 693,25      | 697,75      |
| 51    | 699,25      | 703,75      |
| 52    | 705,25      | 709,75      |
| 53    | 711,25      | 715,75      |
| 54    | 717,25      | 721,75      |
| 55    | 723,25      | 727,75      |
| 56    | 729,25      | 733,75      |
| 57    | 735,25      | 739,75      |
| 58    | 741,25      | 745,75      |
| 59    | 747,25      | 751,75      |
| 60    | 753,25      | 757,75      |
| 61    | 759,25      | 763,75      |
| 62    | 765,25      | 769,75      |

### Système N
625 lignes (compatible PAL et SECAM) sur deux demi-trames à 60 Hz (compatible NTSC).
- Codage couleur PAL-N (colorimétrie YUV du PAL standard)

#### Argentine,Uruguay
6 MHz par canal de base ; même plan de fréquences que le système M américain (voir ci-dessus).